# Dušan Jelić
Dušan Jelić (cyr.  Душан Јелић; ur. 13 sierpnia 1974 w Banatskiej Palance) – serbski koszykarz występujący na pozycji środkowego, posiadający także greckie obywatelstwo.

## Osiągnięcia
Na podstawie, o ile nie zaznaczono inaczej.
Klubowe
- Mistrz Polski (2004)
- Wicemistrz:
  - Grecji (2002)
  - Polski (2005)
  - Jugosławii (1992)
  - Łotwy (2007)
- Zdobywca Pucharu Grecji (2002)
- Finalista Pucharu Grecji (1995)

Indywidualne
- Lider play-off PLK z liczbie zbiórek (95 – 2005)

Reprezentacja
- Uczestnik mistrzostw Europy U–16 (1991 – 8. miejsce)[4]